# فرودگاه گریفیز
فرودگاه گریفیز (به انگلیسی: Griffith Airport) یک فرودگاه همگانی با کد یاتا GFF است که یک باند فرود آسفالت دارد و طول باند آن ۱۷۰۴ متر است. این فرودگاه در شهر گریفیت، استرالیا کشور استرالیا قرار دارد و در ارتفاع ۱۳۴ متری از سطح دریا واقع شده است.